# لنا نورسس
لنا نورسس (انگلیسی: Lena Noreses؛ زادهٔ ۶ ژانویهٔ ۱۹۹۴) بازیکن فوتبال اهل نامیبیا است.
وی همچنین در تیم ملی فوتبال Namibia بازی کرده‌است.